# كريس موناغان
كريس موناغان (بالإنجليزية: Kris Monaghan)‏ هي لاعبة غولف أمريكية، ولدت في 24 أغسطس 1960 في سبوكين في الولايات المتحدة.

## وصلات خارجية
- كريس موناغان على موقع رابطة لاعبات الغولف المحترفات (الإنجليزية)